# 仁徳医護管理専科学校
仁徳医護管理専科学校（じんとくいごかんりせんかがっこう、Jen Teb Collegge of Medical Nursing & Management）は、台湾苗栗県に位置する私立専科学校である。

## 歴史
| 年     | 月日 | 事跡                               |
| ------ | ---- | ---------------------------------- |
| 1967年 | 8月  | 「仁徳高級薬剤職業学校」として開校 |
| 1971年 | 5月  | 「仁徳高級医事職業学校」と改称     |
| 1999年 | 7月  | 「仁徳医護管理専科学校」と改称     |

## 組織
| - 看護学科 - リハビリ学科 - 情報管理学科 - 医療検査学科 - 視力管理学科 | - 応用外国語学科 - レストラン管理学科 - 薬学科 - 幼児保育学科 - 職業安全衛生学科 - 総合学科 |